# Giro por la Hermandad
El Giro por la Hermandad (oficialmente Giro por la Hermandad "José Gervasio Artigas"), fue una competición de ciclismo en ruta que se disputó en Argentina y Uruguay, uniendo ambos países a través de los puentes internacionales San Martín, Artigas y Salto Grande que cruzan el Río Uruguay.
La primera edición fue en 2013 y se lleva a cabo a finales de noviembre, recorriendo parte de los departamentos de Concordia, Colón y Gualeguaychú en Argentina y Salto, Paysandú y Río Negro en Uruguay. Consta de cuatro etapas que se desarrollan durante 3 días, siendo tres en línea y una contrarreloj, totalizando casi 400 km.
En las tres ediciones disputadas el recorrido ha sido similar, comenzando la primera etapa del lado argentino en cercanías de Gualeguaychú y finalizando en Fray Bentos luego de cruzar el Puente General San Martín e ingresar a territorio uruguayo. La segunda comienza en Paysandú (Uruguay) y luego de cruzar el Puente General Artigas finaliza en Concordia (Argentina). La tercera jornada está dividida en dos sectores, primero una contrarreloj y luego la última etapa en línea que partiendo en Concordia, cruza el puente sobre la Represa hidroeléctrica de Salto Grande, se llega a la ciudad uruguaya de Salto y se retorna a Concordia.
Al ser una prueba binacional ha contado con la participación de aproximadamente 10 equipos por cada país invitados por la organización, aunque en 2015 por primera vez se invitó a un equipo de Brasil.
Es organizado por la Asociación Civil para el Desarrollo del Deportista de Argentina y el Club Ciclista Amanecer de Uruguay, siendo el patrocinador principal la Comisión Técnica Mixta de Salto Grande.

## Palmarés

### Individual
| Año  | Ganador        | Segundo          | Tercero            |
| ---- | -------------- | ---------------- | ------------------ |
| 2013 | Juan Melivillo | Jorge Bravo      | Ignacio Maldonado  |
| 2014 | Bilker Castro  | Sebastián Cancio | Juan Melivillo     |
| 2015 | Jorge Bravo    | Leandro Messineo | Roderick Asconeguy |

### Por países
| País      | Victorias |
| --------- | --------- |
| Uruguay   | 2         |
| Argentina | 1         |

## Estadísticas
| País      | Podios |
| Uruguay   | 5      |
| Argentina | 4      |

| País      | Podios |
| Argentina | 21     |
| Uruguay   | 15     |

| País      | Victorias |
| Argentina | 7         |
| Uruguay   | 5         |

| País              | Victorias |
| Julián Gaday      | 3         |
| Cristian Clavero  | 2         |
| Gerardo Fernández | 1         |
| Bilker Castro     | 1         |
| Luis Martínez     | 1         |
| Manuel Caraballo  | 1         |
| Matías Presa      | 1         |
| Jorge Bravo       | 1         |
| Leandro Messineo  | 1         |

| País      | Victorias |
| Uruguay   | 2         |
| Argentina | 1         |